# 柏林 (阿拉巴馬州)
柏林（英語：Berlin）是一個位於美國阿拉巴馬州卡爾曼縣的非建制地區。該地的面積和人口皆未知。

## 地理
柏林的座標為34°10′53″N 86°44′32″W / 34.18138°N 86.74222°W，而該地最高點為海拔高度528米（即846英尺）。